# Globočec Ludbreški
Globočec Ludbreški je naselje u Republici Hrvatskoj, u sastavu Grada Ludbrega, Varaždinska županija. 

## Povijest
1464. godine napominjaju isprva ludbreško vlastelinstvo. Globočec pod imenom Globoki (vjerojatno je staro kajkavsko ime) pripada ovomu vlastelinstvu. 1468. – 1695. godine je bio posjed obitelji Thuróczy, potom do 20. stoljeća obitelji Batthyány.

## Stanovništvo
Prema popisu stanovništva iz 2001. godine, naselje je imalo 501 stanovnika te 136 obiteljskih kućanstava.

Prema popisu stanovništva 2011. godine naselje je imalo 491 stanovnika.
| broj stanovnika | 210   | 257   | 257   | 334   | 334   | 371   | 394   | 465   | 470   | 499   | 479   | 456   | 501   | 503   | 501   | 491   | 418   |
|                 | 1857. | 1869. | 1880. | 1890. | 1900. | 1910. | 1921. | 1931. | 1948. | 1953. | 1961. | 1971. | 1981. | 1991. | 2001. | 2011. | 2021. |

## Znamenitosti
- Kapela Sveti Fabijan i Sebastijan